# She's Always a Woman
«She's Always a Woman» es una canción de Billy Joel del álbum de 1977, The Stranger. Es una canción de amor sobre una mujer moderna, con la que se enamora de sus rarezas y de sus defectos. El sencillo alcanzó el puesto 17 en los Estados Unidos en 1977, y en el puesto 53 en el Reino Unido en 1986, cuando fue lanzado como un lado A doble con «Just the Way You Are». Volvió a entrar en las listas del Reino Unido en 2010, alcanzando el número 29. Se sabe que una versión Muzak de la canción de Frank Chacksfield Orchestra es una de las últimas canciones tocadas en los altavoces del antiguo complejo World Trade Center antes de su colapso. La canción se reproduce con el compás compuesto de 6/8.

## Origen y significado
La canción fue lanzada en 1977, después de varios otros éxitos de The Stranger incluyendo «Just the Way You Are», «Movin' Out (Anthony's Song)» y «Only the Good Die Young». Musicalmente, Joel ha dicho que fue influenciado por Gordon Lightfoot y sus melodiosas baladas de guitarra acústica. Es una canción de amor que Joel escribió para su entonces esposa, Elizabeth Weber. Elizabeth se había hecho cargo de la gestión de la carrera de Joel, y pudo poner sus asuntos financieros en orden luego de que Joel firmara algunas malas ofertas y contratos. Era una negociadora fuerte y experta que podía «herir con los ojos» o «robar como un ladrón», pero que "nunca cedería". Debido a su estilo duro de negociación, muchos adversarios de negocios pensaron que ella era «poco femenina», pero para Joel, ella siempre fue una mujer. Los dos finalmente se divorciaron en 1982.

## Lista de canciones

### Sencillo de 7" (1977)
1. «She's Always a Woman»
2. «Vienna»

### Sencillo (CBS)
1. «She's Always a Woman»
2. «Movin' Out (Anthony's Song)»

### Sencillo de 7" en Japón (CBS 06SP 248)
1. «She's Always a Woman»
2. «Only The Good Die Young»

## Listas
| Lista (1977)                                   | Posición más alta |
| ---------------------------------------------- | ----------------- |
| Estados Unidos (Billboard Hot 100)             | 17                |
| Estados Unidos (Hot Adult Contemporary Tracks) | 2                 |
| Lista (1978)                                   | Posición más alta |
| Bélgica (Belgian Singles Chart) (Flanders)     | 28                |
| Canadá (Canadian Singles Chart)                | 12                |
| Países Bajos (Dutch Top 40)                    | 15                |
| Lista (1986)                                   | Posición más alta |
| Irlanda (Irish Singles Chart)                  | 22                |
| Reino Unido (UK Singles Chart)                 | 53                |
| Lista (2007)                                   | Posición más alta |
| Italia (Italian Singles Chart)                 | 56                |
| Lista (2010)                                   | Posición más alta |
| Reino Unido (UK Singles Chart)                 | 29                |
| Lista (2011)                                   | Posición más alta |
| Austria (Austrian Singles Chart)               | 37                |

## Versión de Fyfe Dangerfield
Fyfe Dangerfield, vocalista de la banda Guillemots, grabó una versión de esta canción en 2010, que se utilizó en un anuncio de los grandes almacenes británicos John Lewis. Posteriormente, el original de Billy Joel reingresó al UK Singles Chart en el número 29 el 1 de mayo de 2010. El 1 de mayo de 2010, se emitió una nueva versión del anuncio; que muestra más de la portada de la canción. En la encuesta anual de ITV para el anuncio del año 2010; «John Lewis - She's always a Woman» ocupó el cuarto lugar.
El anuncio se ha visto en YouTube más de 570,000 veces (colectivamente desde los 3 mejores resultados) desde que se emitió en televisión.

### Lista de canciones
Descarga digital
1. «She's Always a Woman» - 3:14

### Rendimiento en listas
«She's Always a Woman» debutó en la lista UK Singles Chart el 2 de mayo de 2010 en el número 99. En su segunda semana en la lista, el sencillo subió 85 lugares al puesto 14, marcando el sencillo más exitoso de Dangerfield hasta la fecha. El 16 de mayo de 2010, el sencillo subió 7 lugares hasta su posición más alta actualmente en el puesto 7 antes de caer al puesto 9 en su segunda semana dentro del top 10.
| Lista (2010)                   | Posición más alta |
| ------------------------------ | ----------------- |
| Reino Unido (UK Singles Chart) | 7                 |

## Otras versiones
- Lynda Carter versionó la canción en su álbum de 1978, Portrait.[13]
- En 1984, Des O'Connor versionó la canción en su álbum Des O'Connor Now
- En 2004, Zorán hizo una versión húngara «A nő», en su maxisencillo «A körben».[14]
- En 2012, Celtic Thunder versionó la canción en su álbum Voyage con Neil Byrne en la voz principal.